# Yamaha YBR 125

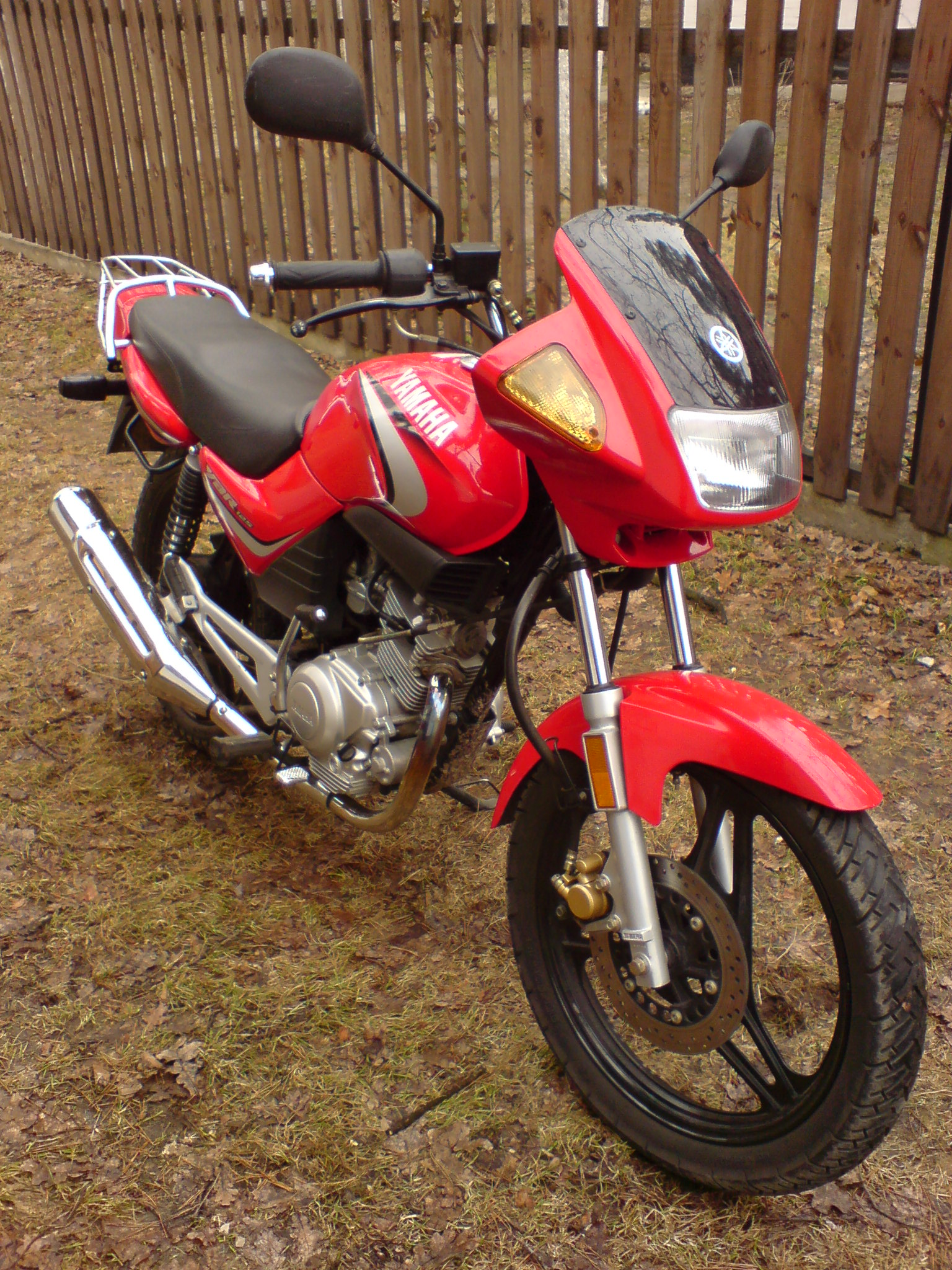
Yamaha YBR 125

Yamaha YBR 125 är en lätt motorcykel med 125-cc och får i Sverige köras av personer som har A1-körkort.